# Ranunculus vertumnalis
Ranunculus vertumnalis är en ranunkelväxtart som beskrevs av Otto Karl Anton Schwarz. Ranunculus vertumnalis ingår i släktet ranunkler, och familjen ranunkelväxter. Inga underarter finns listade i Catalogue of Life.